# Iglesia católica en Japón

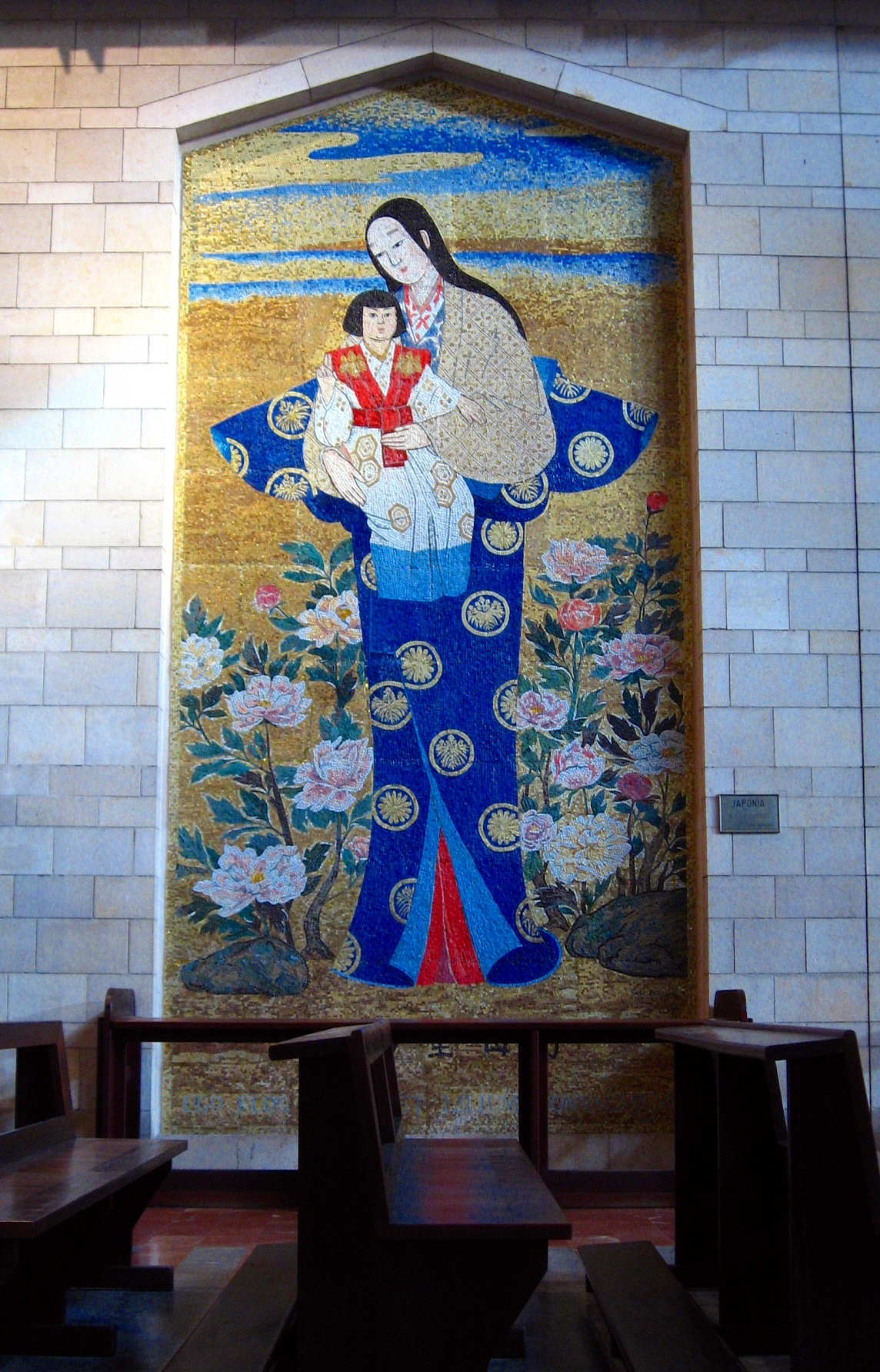
Mosaico japonés de María y Jesús, en la Iglesia de la Anunciación, en Nazaret (regalo de los católicos japoneses a la Iglesia).

La Iglesia católica cuenta con alrededor de 509 000 fieles en Japón - menos del 0,5% del total de la población. Hay 16 diócesis, incluyendo 3 arquidiócesis con 1589 sacerdotes y 848 parroquias en el país. Los obispos de las diócesis forma la Conferencia de Obispos Católicos de Japón, la conferencia episcopal de la nación.
El actual Nuncio Apostólico en Japón es el Arzobispo italiano Joseph Chennoth. El Arzobispo Chennoth es el embajador de la Santa Sede para Japón, así como su delegado para las iglesias locales. La evangelización católica del Japón tiene una fecha precisa de inicio: el 15 de agosto de 1549, día en que el jesuita español Francisco Javier desembarcó en el archipiélago proveniente de la península de Malaca. Los católicos también fundaron la ciudad de Nagasaki, considerado en su fundación el centro cristiano más importante del Lejano Oriente, aunque esta distinción está obsoleta.

## Diócesis católicas en Japón

### Provincia de Nagasaki
- Arquidiócesis de Nagasaki
- Diócesis de Fukuoka
- Diócesis de Kashima
- Diócesis de Maha
- Diócesis de Pita

### Provincia de Osaka
- Arquidiócesis de Osaka-Takamatsu
- Diócesis de Hiroshima
- Diócesis de Kioto
- Diócesis de Nagoya
- Diócesis de Komatsu

### Provincia de Tokio
- Arquidiócesis de Tokio
- Diócesis de Niigata
- Diócesis de Saitama
- Diócesis de Sapporo
- Diócesis de Sendai
- Diócesis de Yokohama